# Несебыр (футбольный клуб)
ОФК «Несебыр» (болг. ОФК Несебър) — болгарский футбольный клуб из города Несебыр. Домашние матчи команда проводит на стадионе «Несебыр», вмещающем до 10 000 зрителей. С 2019 года «Несебыр» выступает в Третьей лиге, третьем уровне в системе футбольных лиг Болгарии.

## История
Клуб был основан в 1946 году под названием «Черноморец Несебыр». После 1949 года он был разделён на «Динамо» и «Червено знаме». В 1957 году «Черноморец» был возрождён. С 1979 по 2001 год клуб носил название «Сланчев Брег» за исключением периода с 1993 по 1996 год, когда он был известен как «ПФК Несебыр». С 2001 года клуб вновь назывался «ПФК Несебыр», а с 2012 года он известен как «ОФК Несебыр» (общинный футбольный клуб).
В 2004 году «Несебыр» занял третье место в Группе «Б», которое вывело клуб в главную болгарскую футбольную лигу, впервые в его истории. Однако дебютный сезон на высшем уровне оказался неудачным для «Несебыра», который занял по его итогам предпоследнее место, одержав лишь пять побед в 30 матчах, и вылетел обратно в Группу «Б».
В сезоне 2009/2010 «Несебыр» занял второе место в Восточной Группе «Б», набрав с занявшей первую позицию «Калиакрой» одинокое количество очков. Это ему дало право сыграть в матче за выход в Группе «А» с софийским «Академиком», ставшим вторым в Западной Группе «Б». 23 мая 2010 года на стадионе Берое в Стара-Загоре «Несебыр» проиграл «Академику» со счётом 1:2 и упустил шанс повыситься в классе. Два года спустя он и вовсе вылетел в Группу «В», сумев вернуться обратно лишь в 2016 году. С 2019 года вновь играет в Третьей лиге.